# 中国—马来西亚关系
中国—马来西亚关系是指中國與馬來西亞之間的雙邊關係，最早可追溯到漢朝，而馬來西亞亦有很多華人聚居，為辛亥革命、抗日戰爭立下很多功勞。馬來亞獨立後，一度拒絕承認中華人民共和國，而與中華民國建立领事关系，至1974年5月31日始與中華人民共和國建交，并开始派遣驻马来西亚特命全权大使，是当年第一个和中華人民共和国建交的东盟成员国。

## 歷史

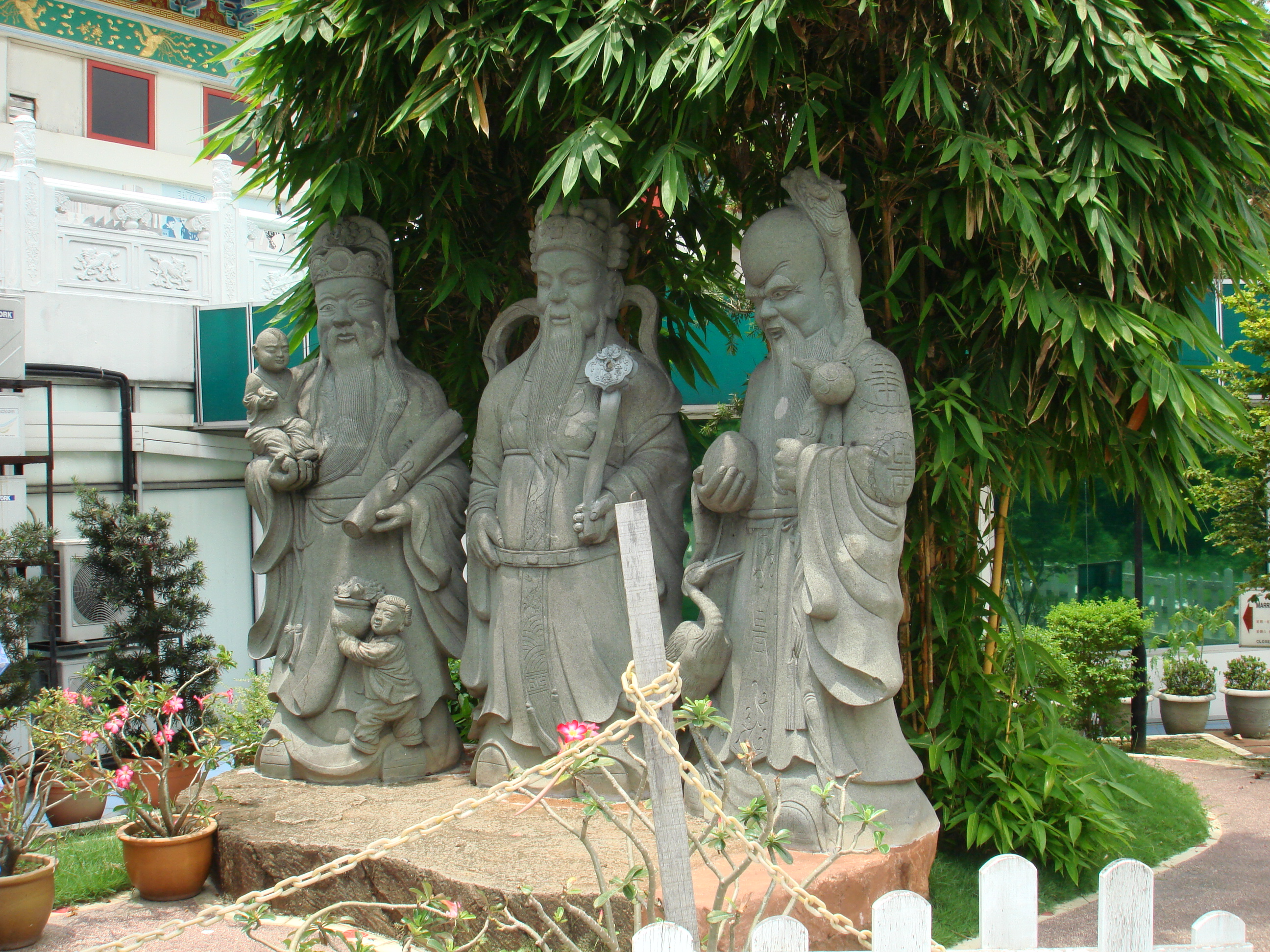
馬來西亞的福祿壽廟

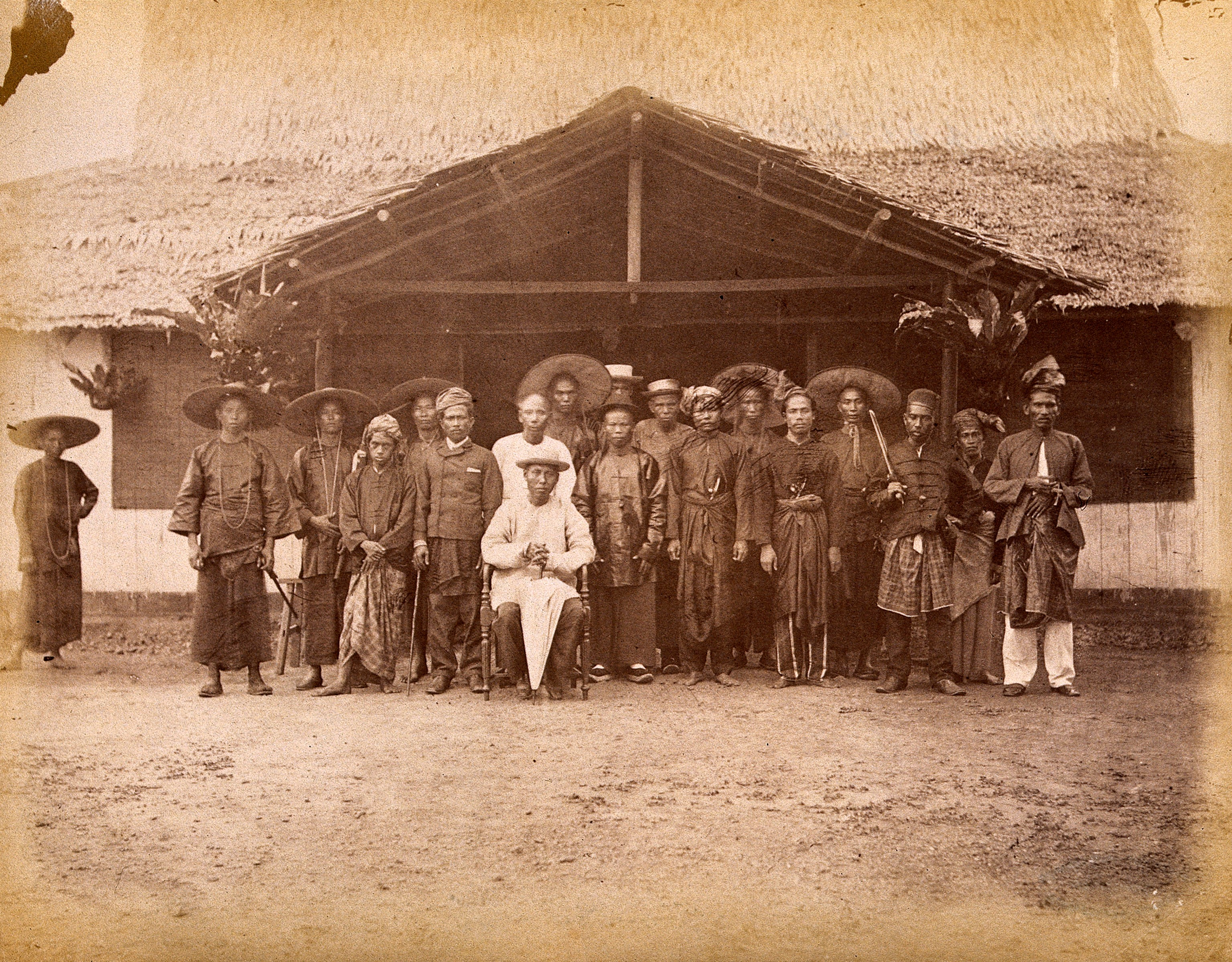
清朝在馬華人

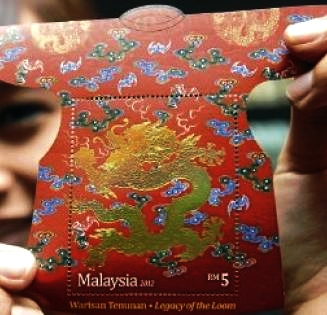
馬來西亞發行的中國新年郵票

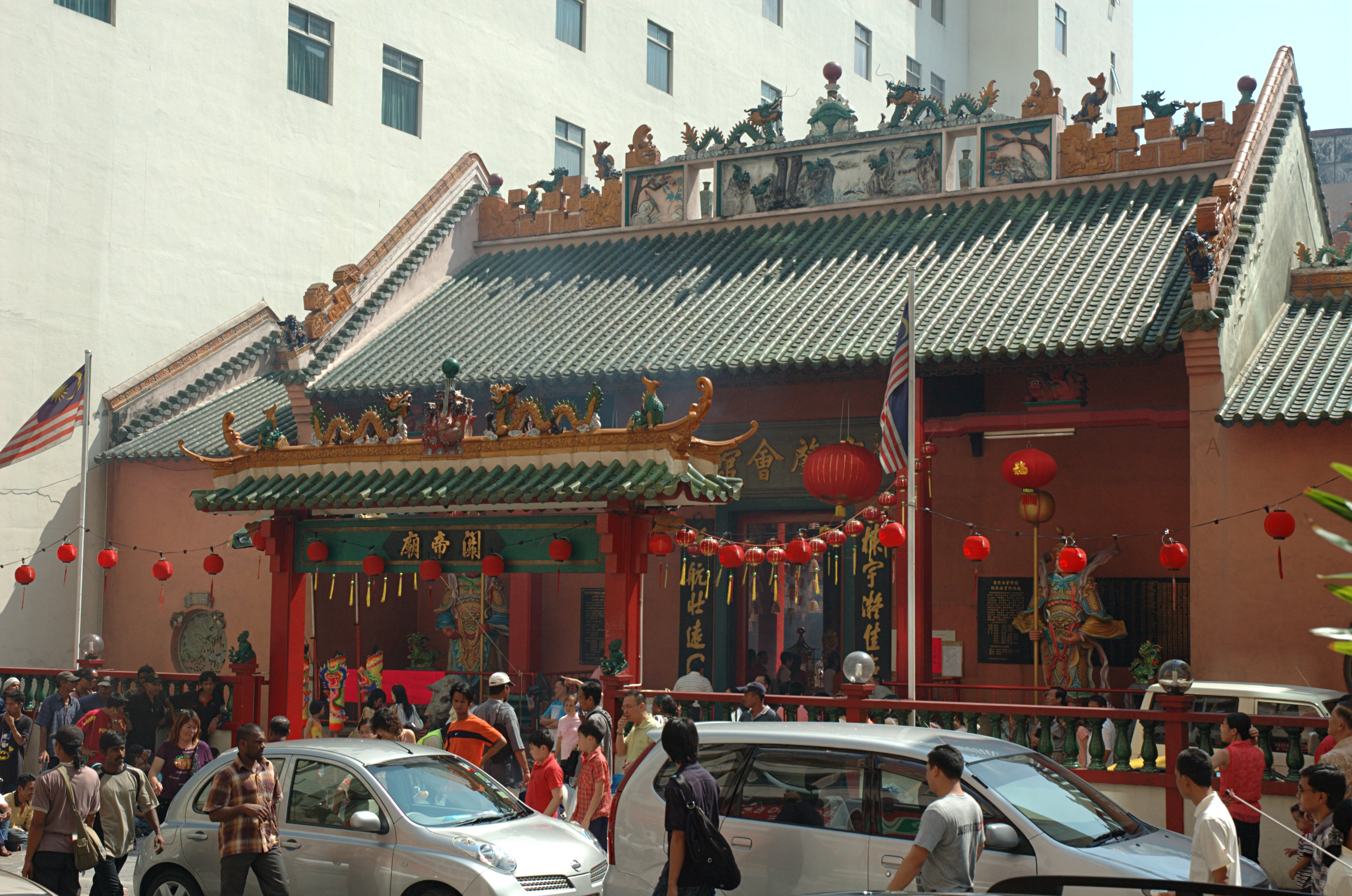
吉隆坡關公廟

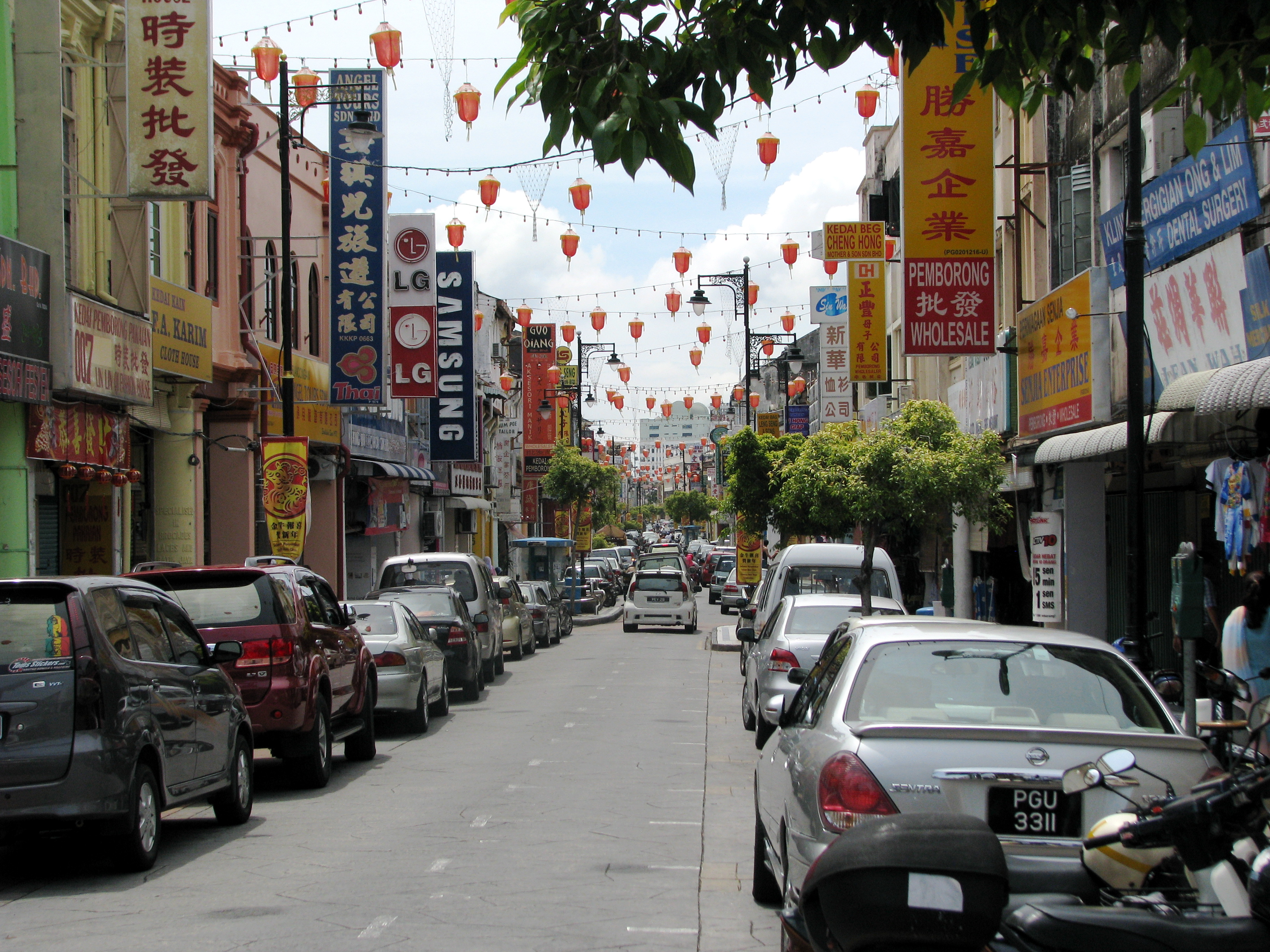
喬治市唐人街

### 元朝以前
中國在公元三世紀便知道崑崙／馬來船員的存在。中國古籍記載，「崑崙舶」載貨；「崑崙舶」即是海上東南亞的船隻。7世紀時候中國以「崑崙」一詞專門指稱馬來沿海地區。9世紀的《一切經音義》記載，「崑崙舶」经常前来北部湾和中国东南沿海地区。

### 明朝
馬六甲蘇丹國曾遣使前往明朝，覲見皇帝，並與中國結盟。自此，滿者伯夷和大城王國未曾入侵馬六甲。明廷也警告暹羅和滿者伯夷不要入侵受中國保護的馬六甲。

### 清朝－1949年
孫中山曾在1905年、1910年1911年5度前往檳城（庇能）。他在1908年成立檳城閱書報社。1910年11月13日，孫中山召開庇能會議，同年12月20日在槟城创办了《光华日报》，並向馬來亞各地華僑籌募在1911年發動黃花崗起義的經費。孫中山曾說過「華僑乃革命之母」，可見各國（包括馬來亞）華僑在共和革命過程中立下的功勞。

### 1949年後
於1930年4月30日在马来亚森美兰州成立的马来亚共产党前身是中國共產黨南洋临时委员会。1955年，統治中國大陸的中國共產黨真正考虑给馬來亞共產黨经济援助。1961年後，中華人民共和國政府開始加大扶持马来亚共产党等在东南亚各国打游击战的共产主义武装组织，给予大量的武器、经济、技术、粮食援助，并在1967年之后开设“马来亚革命之声广播电台”开展宣传战。但在邓小平掌權执政之后，中華人民共和國政府宣布停止输出革命，断绝一切对东南亚各国共产党的援助，裁撤在云南省昆明市市郊的东南亚共产党训练营与营中的中国教官，停止武器和粮食支援。
雖然中華人民共和國在1957年馬來亞獨立的時候承認馬來亞政府，不過以東姑阿都拉曼為首的馬來亞政府需要靠西方維持局勢和經濟穩定，因此實行反共政策，拒絕承認中華人民共和國。而與播遷台灣的中華民國建交。中華人民共和國更認為在1963年成立的馬來西亞是帝國主義的表現，支持印尼總統蘇加諾對抗馬來西亞的政策。1971年10月25日，马来西亚为联合国大会第2758号决议投下赞成票。1974年5月31日，马来西亚与中华人民共和国建交，並與中華民國結束外交關係，关闭马来西亚在台北的领事馆。马来西亚政府承认中华人民共和国政府为中国的唯一合法政府，并意識到中国政府关于台湾是中国领土不可分割的一部分的立场。不過兩國在南海有領土領海爭端。2025年4月17日，中馬两国发表关于构建高水平战略性中马命运共同体的联合声明。

## 現況

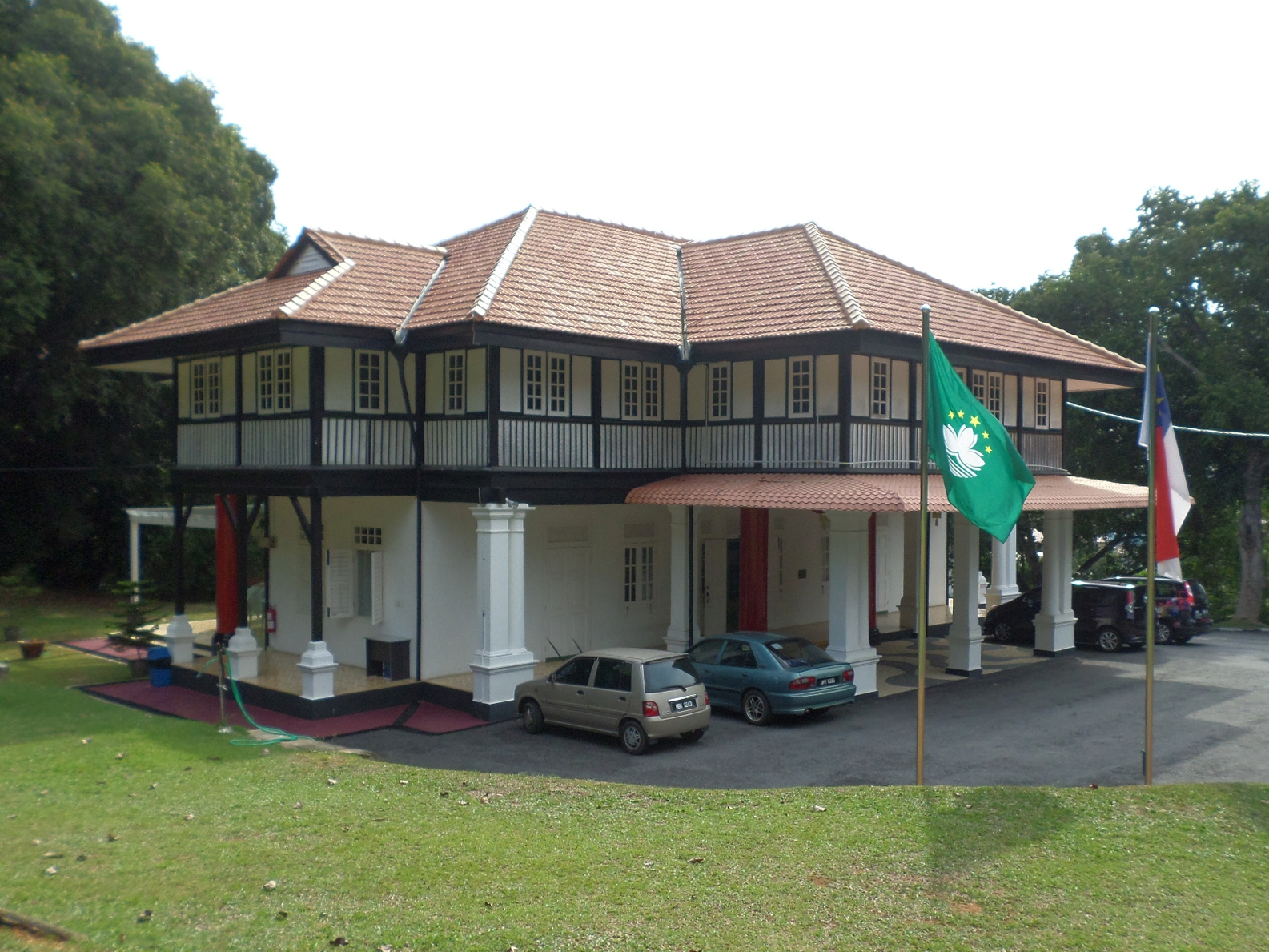
馬六甲澳門展館

### 政治關係
- 1974年5月31日，中华人民共和国始与马来西亚建交，并开始派遣驻马来西亚特命全权大使。
- 1996年，时任马华公会总会长兼马来西亚交通部长林良实通过访问中国，把孔明灯引入马来西亚，并于同年12月9日首次在柔佛州燃放。
- 2011年10月21日，马华前总会长黄家定受委为马来西亚首相对华特使[11]。
- 2018年8月1日，民主行动党主席陈国伟受委为马来西亚首相对华特使[12]。
- 2018年8月17日，达因·再努丁代表马来西亚首相特使访华，以商讨前朝国阵遗留下的问题，包括由中方贷款推行东海岸铁路计划，以及苏里亚策略能源有限公司（SSER）承揽的油气输道管计划[13]。

### 經貿合作
截至2025年4月，中国连续16年成为马來西亞最大贸易伙伴：
- 出口方面，中國大陸是馬來西亞的第二大出口夥伴，佔馬來西亞出口总额的12.6%。
- 進口方面：中國大陸是馬來西亞的第一大進口夥伴，佔馬來西亞進口总额的15.1%。

中国和马来西亚之间长期的贸易关系也可以追溯到80年代初，当时I-Berhad现任主席丹斯里林金锋凭借其Dreamland弹簧床垫成功进军中国市场。该贸易协议于1984年11月在上海签署，当时的贸易部副部长Y.B.拿督吴金山出席了签字仪式。从那时起，丹斯里林金锋在中国各地建立了14家工厂，并进军发电厂业务。 
马来西亚曾是中国在东南亚国家联盟内的最大贸易伙伴，2017年被越南超越。2013年中马双边贸易额达1060亿美元，马来西亚成为中国在亚洲第三大贸易伙伴，仅次于日本和韩国，综合排名第八。2014年5月31日，纳吉布·拉扎克访华，受到中国国务院总理李克强的热情接待。中马双方承诺到2017年将双边贸易额增至1600亿美元。双方还同意加强经济和金融合作，特别是在清真食品生产、水处理和铁路建设等领域。进入21世纪初，中国通过经济改革转型为主要经济强国，这导致外商对竹网的投资增加。竹网是由在东南亚市场经营的拥有共同家族和文化联系的海外华人企业组成的网络。

截至2024年，已签署“一带一路”相关合作文件的国家，马来西亚为其中之一

中国随后成为马来西亚的主要投资者，以巨额投资资助马来西亚全国的大型基础设施项目，使马来西亚成为中国企业进入东盟市场的平台。另外还设有马来西亚中国商务理事会。然而，花旗集团的郑杰伟认为，由于这些项目中的许多都导致产能严重过剩，他认为这些项目完全是出于中国地缘政治利益。例如，他认为这将使马六甲海峡的控制权容易受到中国的控制。
2009年，马来西亚和中国签署了五项协议，以扩大贸易和投资方面的合作，尤其侧重于金融服务领域的合作。（p. 158）
2016年11月，马来西亚和中国签署了价值3000万美元的能源和交通基础设施协议。（p. 168）
马来西亚有多个中国“一带一路”项目正在建设中，包括东海岸铁路线、关丹港扩建、彭亨绿色科技园、森林城市、机器人未来城和三马拉如工业园钢铁联合体。2018年9月，马来西亚财政部部长林冠英取消了与中国石油天然气管道局签订的两份价值约27.95亿美元的石油和天然气管道合同。
马来西亚总理马哈蒂尔·穆罕默德在2018年大选获胜后重新谈判了东海岸铁路项目。（p. 155） 重新谈判期间改变了铁路路线，推迟了完工日期，并将项目价格降低了三分之一多一点。（p. 155）
2024年6月，中国国务院总理李强访问马来西亚，与马来西亚总理安瓦尔·易卜拉欣续签了为期5年的经贸合作协议。

### 媒体交流
中国官方媒体《新华社》与《凤凰卫视》在马来西亚驻有分社，并与马来西亚报业协会保持着密切的关系。马来西亚在2022年被自由之家评为全球16个最容易受到中国舆论攻势影响的国家之一。台湾民主实验室根据11项指标发布2022年中国对全球影响力指数，马来西亚以189/388分中国影响指数排第10名。

### 签证

持中华人民共和国護照之中华人民共和国公民可以免簽證的方式入境马来西亚(临时性政策，于2023年12月1日至2026年12月31日)

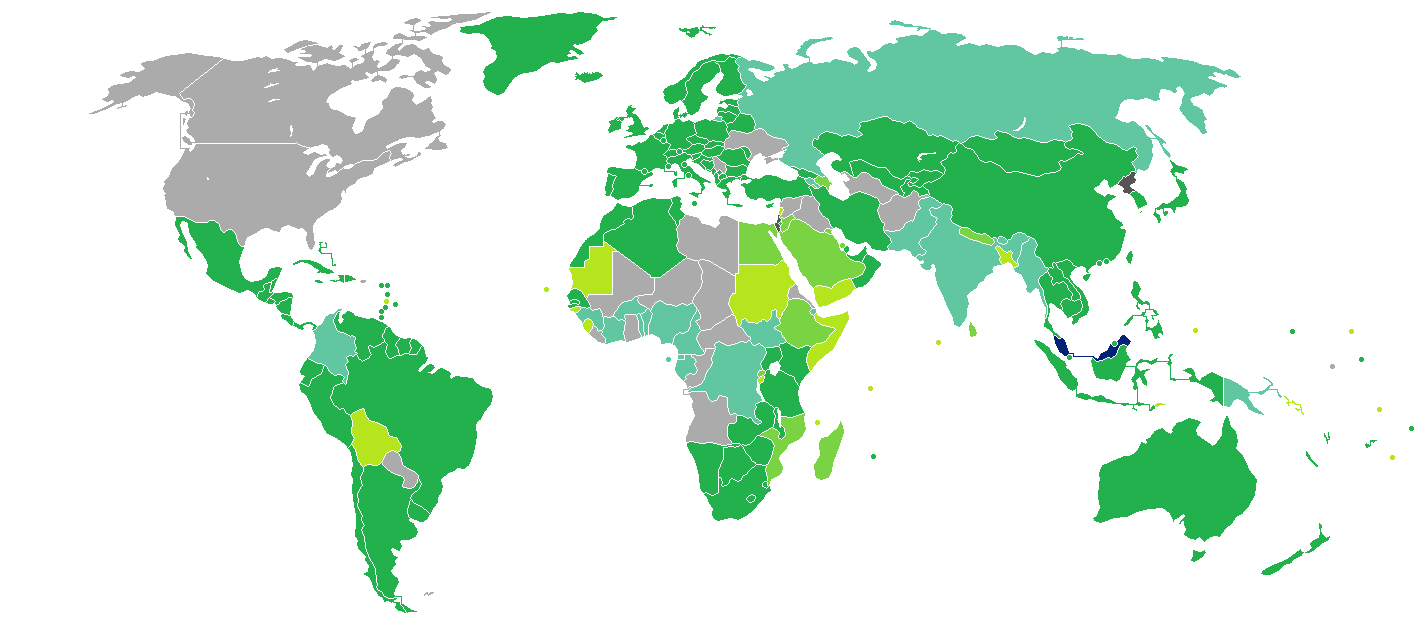
持马来西亚护照之马来西亚公民可以免簽證的方式入境中华人民共和国(临时性政策，于2023年12月1日至2025年12月31日)

2023年11月24日，中国外交部新闻发言人毛宁表示，為便利中外人員往來服務高品質發展和高水平對外開放，决定于2023年12月1日至2024年11月30日期間对马来西亚公民实施免签政策，停留不超过15天。2023年11月26日，马来西亚首相安华·依布拉欣宣布，从2023年12月1日至2024年12月31日期间對中华人民共和国公民實施30天免簽證入境措施。
2024年3月6日，中国驻马来西亚大使郑学方在参观马新社时接受采访表示，2023年12月落实的中马互免政策已经取得了积极作用，马来西亚早已成为中国游客的旅游热点；为促进两国旅游产业发展和人文交流持续发挥积极作用，中方正在积极推动中马正式互免。
2024年6月20日，两国宣布同意将临时性免签政策相互分别延长至2025年底和2026年底
2025年4月16日，亦即中国国家主席习近平访问马来西亚期间，中马两国正式签署互免签证协议，并于2025年7月17日生效，有效期为5年，并在到期后可自动续期5年。

## 争议

### 中国涉金援1MDB换“一带一路”合约
2019年1月8日，美国《华尔街日报》揭露，中国曾向马来西亚献议，以自身影响力协助挽救一个马来西亚发展有限公司（1MDB）以换取由中资企业在马来西亚承建铁路和天然气管道的交易。《华尔街日报》刊登长篇调查报导，报导引述马中双方密会记录内容，中方高级领导人曾于2016年献议，以一带一路计划偿还一马公司资金的债务。报导称，中方向访华的马来西亚领袖表示，中方将运用其影响力，尝试让美国及其他国家放弃调查时任马来西亚首相纳吉·阿都拉萨等人涉嫌挪用一马公款案。
在该文章发布后不久，纳吉全盘否认《华尔街日报》有关一马公司的内幕报道，更认为马来西亚必须要谨慎，避免只凭媒体报道牵涉在两大强国之间的地缘政治。

### 南海争端
2021年5月31日，马来西亚皇家空军发现有可疑的16架中国人民解放军空军军机，进入大马海事辖区。大马皇家空军在下午1时33分启用拦截机，确认了这些飞机属于伊尔-76和运-20，这类型的飞机主要是战略运输机，能够执行各种任务。
时任马来西亚外交部长希山慕丁·胡先形容，事件是对“马来西亚空域和主权的侵犯”，又说马方与任何国家的友好关系不代表他们会就国家安全妥协。

### 窃取马来西亚网络信息
2024年2月22日，中国委托的民间公司上海安讯信息技术有限公司（也称为 I-Soon）大量数据被泄露一事件被曝光，网上发布的大量文件揭露中国的全球黑客对马来西亚的攻击。文件显示，该组织的员工渗透了网络基础设施，入侵电信服务提供商的访问权限，并收集了马来西亚航空公司、手机和政府的数据。

## 民意调查
皮尤研究中心于2014年的一项民意调查显示，66%的马来西亚人担心中国与邻国的领土争端可能引发军事冲突。然而，在经济方面，独立中心在2017年进行的一项调查显示，70％的马来西亚人支持中国在该国的存在和投资。根据 2022 年 7 月进行的一项晨间咨询民意调查，45%的马来西亚人对中国持好感，而40%的人对中国持负面看法。
根据中国人民大学和环球时报研究中心于2022年对中国人对东盟看法的调查，马来西亚被当地受访者评为第二大最具吸引力的东盟成员国（与泰国并列，仅次于新加坡）。

## 外部連結
- 中華人民共和國駐馬來西亞大使館官方網站（简体中文）（英文）
  - 中華人民共和國駐馬來西亞大使館經濟商務處官方網站（简体中文）
- 中華人民共和國駐古晉總領事館官方網站（简体中文）（英文）
  - 中華人民共和國駐古晉總領事館經貿之窗官方網站（简体中文）
- 中華人民共和國駐哥打基納巴盧總領事館官方網站（简体中文）（英文）
  - 中華人民共和國駐哥打基納巴盧總領事館經貿之窗官方網站（简体中文）
- 中華人民共和國駐檳城總領事館官方網站（简体中文）（英文）
- 馬來西亞駐華大使館官方網站（英文）